# Brody Duże (województwo lubelskie)
Brody Duże – wieś w Polsce, położona w województwie lubelskim, w powiecie zamojskim, w gminie Szczebrzeszyn.
W latach 1975–1998 miejscowość administracyjnie należała do województwa zamojskiego.
Wieś jest sołectwem w gminie Szczebrzeszyn. Według Narodowego Spisu Powszechnego z roku 2011 wieś liczyła 540 mieszkańców.
Wierni Kościoła rzymskokatolickiego należą do parafii św. Katarzyny w Szczebrzeszynie.

## Części wsi
| SIMC    | Nazwa       | Rodzaj    |
| ------- | ----------- | --------- |
| 0900643 | Chałupki    | część wsi |
| 0900650 | Kępa        | część wsi |
| 0900666 | Marynówka   | część wsi |
| 0900637 | Stare Brody | część wsi |
| 0900672 | Szlakówka   | część wsi |

## Historia
Brody Stare i Nowe – dziś Brody Duże i Brody Małe w wieku XIX wieś i folwark w powiecie zamojskim, ówczesnej gminie Zwierzyniec, parafii Szczebrzeszyn. Spis z roku 1827 wykazał w Brodach 64 domów i 459 mieszkańców.